# موسیقی کانکریت

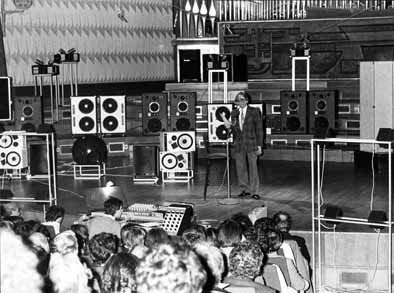
تصاویری

موسیقی کانکریت (به انگلیسی: Concrete music) (به فرانسوی: Musique concrète) سبکی از موسیقی مشتق‌شده از صداهای ضبط‌شده است. امروزه، این نام اشاره به گونه‌ای از موسیقی الکتروآکوستیک دارد که بخش‌های مختلف آن از صداهای آکوسماتیک ساخته شده‌است.
این سبک می‌تواند دربردارندهٔ صدا‌های مشتق شده از سازها، صدای انسان، و صداهای محیطی همانند صداهایی که توسط سینث‌سایزرها و پردازش سیگنال دیجیتال بوسیلهٔ رایانه ایجاد می‌شود، باشد. همچنین ساختارها در این سبک محدود به قوانین عادی موسیقی مانند ملودی، هارمونی ضرب‌آهنگ و غیره نیست. مبنای نظری موسیقی کانکریت، به عنوان یک عمل ترکیبی، در اوایل دههٔ ۱۹۴۰ توسط پیر شافر توسعه داده شد.